# Square
A Square Co., Ltd. (株式会社スクウェア; Hepburn: Kabushiki-gaisha Sukuwea) egy japán videójátékokkal foglalkozó cég volt. 1983 szeptemberében alapította Mijamoto Maszafumi. 2003-ban egyesült az Enixszel így létrehozva a Square Enixet.
A Square Squaresoft márkanév alatt is adott ki játékokat 1992 és 2003 között.

## Története
A Square-t 1983 szeptemberében alapította Mijamoto Maszafumi Jokohamában miután befejezte tanulmányait a Vaszeda Tudományegyetemen. Akkoriban a Square a Den-Yu-Sha leányvállalata volt. A Den-Yu-Sha Masafumi apja birtokában volt. Ekkoriban a játékokat általában csak egy programozó készítette, de Maszafumi úgy gondolta, hogy a játékok jobbak lesznek ha vannak külön grafikus designerek, programozók és történetírók is. A Square első két játéka a The Death Trap és annak folytatása a Will: The Death Trap II lett. Mindkettőt Szakagucsi Hironobu tervezte aki ekkoriban még csak részmunkaidős alkalmazott volt.
1985-ben jelent meg az első konzolos játékuk a Thexder Nintendo Famicomra. 1986 szeptemberében a Square kivált a Den-Yu-Shából és különálló cég lett Square Co., Ltd néven. Sakaguchi ekkor lett a cég egyik vezetője. Miután több sikertelen játékot is kiadtak Famicomra 1987-ben kiadták a Final Fantasyt. Ezt az Enix sikeres Dragon Quest játéka ihlette. A Final Fantasyból több mint 400 ezer példányt adtak el és mára már a Final Fantasy sorozat a Square legfőbb franchise-ja.
A Square ezen kívül több híres és sikeres játékot is gyártott: a Chrono Triggert, a Chrono Crosst, a Secret of Manát, a Seiken Densetsu 3-at, a Xenogearset, a Brave Fencer Musashit, a Parasite Eve-et, a Parasite Eve 2-t, a Saga Frontiert, a Romancing Sagát, a Vagrant Storyt, a Kingdom Heartset és a Super Mario RPG: Legend of the Seven Starsot.
A Square egy azon sok cég közül akik játékokat akartak fejleszteni és kiadni Nintendo 64-re, de az alacsonyabb költségek miatt inkább PlayStationre adták ki ezeket. A Final Fantasy VII játékukból 9,8 millió darabot adtak el és ezzel a második legjobban fogyó PlayStationös játék lett.
Az Enix már 2000 óta fontolgatta a Square-rel való egyesülést, de a Final Fantasy: A Harc Szelleme film bukása miatt az Enix hezitált, de 2003. április 1-jén egyesült a két cég így létrehozva a Square Enixet.

## Leányvállalatai

### Japánban
A Disk Original Group (DOG) 7 japán videójáték cég alapította: a Square Co., Ltd., a Micro Cabin, a Thinking Rabbit, a Carry Lab, a System Sacom, a XTALSOFT és a HummingBirdSoft. 1986. július 14-én alapították azzal a céllal, hogy Famicom Disk Systemre adnak majd ki játékokat. Mivel a Square vezette a DOG-ot ezért az összes DOG játékot a Square neve alatt adták ki. A Square-nek abból a 11 játékból amit a DOG fejlesztett csak néhányhoz volt valójában köze. A DOG összes játéka bukás volt.
A DigiCube-ot 1996 februárjában alapították azzal a céllal, hogy a játékokkal kapcsolatos tárgyakat adjanak ki Ázsiában. 2003 októberében csődbe ment.
Az Escape, Inc.-t 1998-ban alapították. Ők fejlesztették a Driving Emotion Type-S videójátékot.
A Square Visual Worksöt, A Square Soundsot, a Squartzot és a Square Nextet 1999 júniusában alapították. 2001-ben és 2002-ben belolvadtak a Square Co., Ltd.-be.
A Quest Corporation 1988 júliusában alakult. Leghíresebb játékaik az Ogre Battle sorozat. A cég több tagja, köztük Macuno Jaszumi, Minagava Hirosi és Josida Akihiko 1997-ben csatlakozott a Square-hez és olyan PlayStationös játékokon dolgoztak mint a Final Fantasy Tactics és a Vagrant Story. 2002 júniusában a Questet felvásárolta a Square.
A The Game Designers Studio, Inc.-t (株式会社ゲームデザイナーズ・スタジオ; Hepburn: kabushiki-gaisha geimudezainaazu sutajio) a Square azzal a céllal alapította, hogy Nintendo GameCube-ra készítsenek játékot, mert a Square megegyezett a Sony Computer Entertainmenttel, hogy csak PlayStation konzolokra adnak ki játékokat. A Square 49%-ot birtokolt a cégből míg Kavazu Akitosi a Square Production Team 2 stúdiójának vezetője 51%-ot. A Game Designers Studio csak a Final Fantasy Crystal Chronicles videójátékon dolgozott. A Final Fantasy Crystal Chronicles a Square Enix Production Team 2 csapata fejlesztette és a Nintendo adta ki.
A Square akkor egyesült az Enixszel amikor még a Crystal Chronicles még fejlesztés alatt állt. A Square Enix később a Game Designers Studio 100%-át felvásárolta és átnevezte SQEX Corporationre. 2005-ben a Square Enix felvásárolta a Taitot és a SQEX-t egyesítette vele így létrehozva a Taito Corporationt 2006 márciusában.

### Külföld
A Square Soft, Inc. 1989 márciusában azzal a céllal, hogy Észak-Amerikában lefordítsa majd kiadja a Square játékait. Nem csak a Square játékait fordították le angol nyelvre hanem a Capcom Breath of Fire videójátékát SNES-re és a Sony Wild ARMs 3-jét PlayStation 2-re.
Square USA, Inc.-t (eredetileg Square LA, Inc.) 1995 augusztusában alapították. Főhadiszállásuk Los Angelesben és Honolulun található.
A Square Europe, Ltd.-t 1998 decemberében alapították, hogy kiadja a Square játékait Európában és Ausztráliában. Székhelye Londonban található.

#### Square Electronic Arts
A Square Electronic Arts L.L.C. illetve máik nevén a Square EA a Square és az Electronic Arts együttműködésével keletkezett. Székhelye Costa Mesában volt, elnöke pedig Ivaszaki Dzsun. A Square összes játékát ők adták ki Észak-Amerikában. A Electronic Arts Square, K.K.-t ugyanakkor alapították Japánban, hogy az Electronic Arts játékait kiadja Ázsiában. Az Electronic Arts a Square EA 30%-át, a Square az EA Square 30%-át birtokolta.
A Square EA nagyon sikeres volt abban az öt évben amíg létezett. Az EA Square ennél jóval kisebb sikerekkel büszkélkedhetett. Az EA Square fejlesztett egy játékot a X-Squadet is PlayStation 2-re.
2003-ban amikor bejelentették, hogy a Square egyesülni fog az Enixszel akkor megvásárolták az Electronic Arts részvényeit a Square EA-ből. Ezt átnevezték Square Soft, Inc.-re majd Square Enix USA, Inc.-re.

#### Square Pictures
A Square Pictures székhelye Honoluluban található. A Square filmes részlege. 1997-ben kezdtek el dolgozni egy CG-s Final Fantasy filmen. 2000-ben bejelentették, hogy ennek a filmnek a címe Final Fantasy: A Harc Szelleme lesz. A filmet 2001. július 11-én adták ki, nem lett sikeres.
A Wachowski testvéreknek (Mátrix) is készítettek egy kisfilmet Final Flight of the Osiris néven. 2003. június 3-án adták ki az Animátrix DVD-jén.